# Maciej Wierzbiński
Maciej Wierzbiński – pułkownik pułku 4 piechoty polskiej wojsk Księstwa Warszawskiego, objął dowództwo pułku w Hiszpanii 11 sierpnia 1809 roku po Feliksie Potockim. W czasie jego pułkownikowania 4 Pułk Piechoty obronił zamek we Fuengiroli przed brytyjsko-hiszpańskimi oddziałami pod dowództwem sir gen. Lorda Blayneya, okrywając się chwałą.